# Darren Mattocks
Darren Dimitri Mattocks (ur. 2 września 1990 w Portmore) – jamajski piłkarz grający na pozycji napastnika, zawodnik FC Cincinnati.

## Życiorys

### Kariera klubowa
Swoją karierę piłkarską Mattocks zaczął na amerykańskim Uniwersytecie w Akronie w zespole Akron Zips. Grał w nim w lidze uniwersyteckiej w latach 2010-2011.
W 2012 roku Mattocks został wybrany w pierwszej rundzie draftu Major League Soccer przez kanadyjski zespół Vancouver Whitecaps FC. Swój debiut w Major League Soccer zaliczył 11 marca 2012 w zwycięskim 2:0 domowym meczu z Montreal Impact. 27 maja 2012 w zremisowanym 1:1 wyjazdowym spotkaniu z Portland Timbers strzelił swojego premierowego gola w MLS. W 2012 i 2013 roku wywalczył z Whitecaps wicemistrzostwo Kanady, a w 2015 roku - mistrzostwo. W 2016 przeszedł do Portland Timbers.
W 2018 był zawodnikiem D.C. United.
11 grudnia 2018 podpisał kontrakt z amerykańskim klubem FC Cincinnati, umowa do 31 grudnia 2020. 

### Kariera reprezentacyjna
W reprezentacji Jamajki Mattocks zadebiutował 16 sierpnia 2012 w wygranym 2:0 towarzyskim meczu z Salwadorem, rozegranym w Waszyngtonie. W 2014 roku wygrał z Jamajką Puchar Karaibów. W 2015 roku został powołany do kadry Jamajki na Copa América 2015. Na tym turnieju wystąpił dwukrotnie: z Urugwajem (0:1) i z Paragwajem (0:1). W tym samym roku był w kadrze Jamajki na Złoty Puchar CONCACAF 2015. Na tym turnieju zagrał w pięciu meczach: z Kostaryką (2:2), z Kanadą (1:0), z Salwadorem (1:0) i w półfinale ze Stanami Zjednoczonymi (2:1, gol Mattocksa) i w finale z Meksykiem (1:3, gol Mattocksa). Z Jamajką zajął 2. miejsce w tym turnieju.

## Statystyki

### Klubowe
Stan na 15 września 2019
| Sezon | Klub                   | Kraj              | Rozgrywki | Mecze | Gole |
| ----- | ---------------------- | ----------------- | --------- | ----- | ---- |
| 2012  | Vancouver Whitecaps FC | Kanada            | MLS       | 22    | 8    |
| 2013  | Vancouver Whitecaps FC | Kanada            | MLS       | 20    | 3    |
| 2014  | Vancouver Whitecaps FC | Kanada            | MLS       | 31    | 6    |
| 2015  | Vancouver Whitecaps FC | Kanada            | MLS       | 24    | 3    |
| 2016  | Portland Timbers       | Stany Zjednoczone | MLS       | 19    | 1    |
| 2017  | Portland Timbers       | Stany Zjednoczone | MLS       | 26    | 4    |
| 2018  | D.C. United            | Stany Zjednoczone | MLS       | 26    | 10   |
| 2019  | FC Cincinnati          | Stany Zjednoczone | MLS       | 21    | 3    |